# Wolfswinkelse Watermolen
De Wolfswinkelse Watermolen was een watermolen op de Dommel. De watermolen bevindt zich in de gemeente Meierijstad tussen Breugel en Nijnsel. Mogelijk heeft deze molen ooit Winkelmolen geheten.

## Etymologie
In de naam Wolfswinkel betekent winkel een hoek. Het element Wolf echter kan op meerdere manieren worden uitgelegd. Velen denken het eerst aan de diernaam, maar het kan ook op een terreinwelving slaan. Dat lijkt een zinvolle verklaring omdat een dergelijke terreinvorm in de omgeving nadrukkelijk valt aan te wijzen (namelijk een opvallend hoge steilrand langs de Dommel, een halve kilometer naar het noorden).

## Geschiedenis

### Heerlijkheid Wolfswinkel tot 1604
De molen werd omstreeks 1200 door Hertog Hendrik I van Brabant geschonken aan de Priorij van Postel. Later werd het een kleine heerlijkheid, bestaande uit een omgrachte hofstede (de Waterhoef), een boerderij en de watermolen. Dit gebied werd door het hertogelijk paar Johanna van Brabant en Wenceslas I van Luxemburg in 1381 in leen uitgegeven aan de edelman Edmund d'Aquis. Er zou toen ook een slotje gebouwd zijn. De oudst bekende bewoner zou Agnes van Wolfswinkel zijn, waarna haar zoon Colen van Dijnter het bezit heeft geërfd, waarna Geerke en Emont van Dijnter de eigenaren waren. In 1450 was de heerlijkheid in bezit van de familie van Rosemont, en daarna de families Coensborgh en Molenpas. Het slotje was toen al verdwenen. In de 15e en 16e eeuw worden genoemde families gevolgd door de families Huyoel, Bogaers, De Cocq, Van Broekhoven en Thielemans.

### Van 1604 tot 1795
In 1604 werd de molen, los van het landgoed, als afzonderlijk leengoed verkocht aan Coenraedt Jan Adriaens. In 1628 was de molen bezit van Jhr. de Jeger die in 1650 een oliemolen bij de oorspronkelijke korenmolen liet bouwen. Omstreeks 1720 was de molen in het bezit van Heer Lambert, Graaf van Berlo, en na zijn dood werd de molen verkocht aan Johan Carel de Jeger, die Heer van Eckart was.
In de Franse Tijd, op het einde van de 18e eeuw, werd de molen in brand gestoken door de Engelse en Duitse troepen, teneinde op deze wijze het Engelse leger, dat samengetrokken was op de Nistelrooise Heide, te waarschuwen voor de naderende Fransen. Vervolgens werden de restanten in 1795 verkocht aan Weduwe Raon van Schalkwijk, die de molen 50 meter stroomopwaarts liet herbouwen.

### Van 1795 tot heden
Na de herbouw heeft de molen vele eigenaren gekend. Ze werd gedurende de 19e eeuw onder meer gebruikt als volmolen door de Geldropse en de Tilburgse textielfabrikanten. Hoewel de molen in 1878 nog in werking was, raakte ze spoedig daarna in verval. In 1928 viel de sluis in de Dommel en werd de watermolen verkocht aan Waterschap De Dommel. In 1947 werd de watermolen afgebroken, ondanks pogingen tot behoud ervan.
Tegenwoordig rest op deze schilderachtige plek slechts het molenhuis. Daarnaast herinnert de Waterhoeve aan de voormalige heerlijkheid. Voorts herinnert een klein monumentje aan de watermolen, evenals de weg die erheen leidt, welke nog steeds de naam Watermolenstraat draagt. Het fietsroutenetwerk De Peel voert er langs.

## Nabijgelegen watermolens
Stroomopwaarts op de Dommel vindt men de Sonse watermolen, en stroomafwaarts vond men de Borchmolen te Sint-Oedenrode.